# 宗慶後遺產爭奪事件
中華人民共和國企業家、娃哈哈集團創辦人宗慶後於2024年2月去世後，其家族旋即陷入一場圍繞數百億人民幣資產的遺產爭奪糾紛中。這場糾紛不僅揭露宗慶後生前不為人知的多段關係與子女，更打破他長期以來「愛國民族企業家」、「布鞋首富」的樸素人設。
宗慶後的女兒、娃哈哈現任董事長宗馥莉，於2024年12月30日被三名自稱是宗慶後的美國籍「子女」，即宗馥莉的「同父異母弟妹」——宗繼昌、宗婕莉、宗繼盛在中國大陸與香港法院雙線起訴。三名原告要求分割宗慶後在港設立的18億美元（約141.3億港元）家族信託基金，並要求驗證DNA以確認血緣關係，進一步爭奪宗慶後持有的娃哈哈集團29.4%股權，價值逾200億元人民幣（約219億港元）。
這場案件引發外界對中華人民共和國家族企業財富傳承、公司治理以及創始人個人形象與企業品牌深度綁定等問題的關注。

## 背景

### 宗慶後
宗慶後（1945年10月11日—2024年2月25日）是娃哈哈集團的創始人，他被譽為中華人民共和國改革開放後第一批民營企業家代表人物之一，曾經是全國勞動模範、全國五一勞動獎章獲得者，其於2010年、2012年和2013年三度問鼎胡潤百富榜首位，被視為中華人民共和國首富之一。
宗慶後生前以其簡樸、愛國、專一的公眾形象廣為人知。他常年穿布鞋，因此被稱為「布鞋首富」，並對外展現出「一妻一女一身布衣」、生活單純、一年生活費僅人民幣5萬元的樸素形象。他還曾擔任多屆全國人大代表和浙江省黨代表。宗慶後本人也曾表示「企業最怕的就是內鬥，所以我就一統天下了」，試圖維繫家族和企業的穩定。
多方媒體消息指出，宗慶後不僅在宗馥莉之外還有至少6名非婚生子女，包括與前娃哈哈高管杜建英所生的三名美國籍「子女」宗繼昌、宗婕莉和宗繼盛。據鳳凰網引用知情人士透露，宗慶後與宗馥莉的母親施幼珍於2000年前後離婚，並在2005年前後與杜建英登記結婚，但兩人之後也已離婚。但據財新網援引宗馥莉提供的遺囑公證書所示，宗慶後未曾與施幼珍離婚。

### 宗馥莉
據財新網援引宗馥莉（1982年1月15日—）提供的《獨生子女光榮證》，宗馥莉是娃哈哈集團創辦人宗慶後與其原配施幼珍的獨生女。自宗馥莉2004年從美國留學歸國後，便進入娃哈哈集團工作，並於2007年成立宏勝飲料集團，擔任總裁，獨立拓展業務。在宗慶後生前，她被視為集團的明確接班人，並於2024年其父逝世後，正式接任娃哈哈集團董事長職務。
在宗慶後去世並全面接班後，宗馥莉推動一系列被外界解讀為「宏勝化改革」的舉措，包括關停18家工廠和轉移部分商標。這些行動被一些觀察者視為她「清洗杜建英勢力」的策略，杜建英是此次遺產糾紛中三名原告的母親，其名下的關聯企業在娃哈哈體系中擁有部分股權。

### 杜建英
杜建英是本案三名核心原告宗繼昌（1989年—）、宗婕莉（1998年—）、宗繼盛（2017年—）的母親，她曾在娃哈哈集團擔任高層及黨委書記，與宗慶後之間有數十年的工作與私人關係。1988年，杜建英自浙江大學畢業後加入娃哈哈，成為集團創始階段的重要成員之一，長期負責進出口等核心業務。根據媒體報導指，杜建英與宗慶後曾有過婚姻關係。
2008年，杜建英離開娃哈哈集團，但她與娃哈哈體系之間的聯繫並未完全中斷。她之後成立多間與娃哈哈有關聯的企業，並透過合資方式持有部分股份。《經濟參考報》統計指出，宗慶後去世後，「娃哈哈系」已有超過15家企業停產，而杜建英幾乎在這些公司中均有持股。其中，陝西娃哈哈的主要成員包括杜建英與其長子宗繼昌；另有消息顯示，母子兩人曾共同設立7家企業，且大多涉及宗馥莉主導下的停工項目。

## 訴訟
2024年12月30日，自稱為宗慶後子女的宗繼昌、宗婕莉及宗繼盛三人（下稱「宗氏三兄妹」），在香港高等法院提出原訴傳票，控告宗慶後之女、現任娃哈哈董事長宗馥莉，並將Jian Hao Ventures Limited（建昊企業有限公司）列為第二被告，要求法院頒布臨時禁制令。該案於2025年1月3日在香港高等法院內庭進行不公開審理。宗氏三兄妹申請禁止宗馥莉動用設於香港滙豐銀行、以Jian Hao Ventures Limited名義開設的帳戶資產。2024年12月，香港高等法院應原告申請，向宗馥莉及Jian Hao Ventures Limited頒布臨時禁制令，禁止二人直接或間接處理、處置或減少該帳戶資產，包括自宗慶後逝世日（2024年2月2日）以來所涉帳戶資金及其可追蹤收益。
此外，宗氏三兄妹聲稱，宗慶後於生前在香港設立離岸信託，並承諾每名子女可獲7億美元信託利益。2024年初，該滙豐帳戶餘額達18億美元，原告認為這筆資產屬於信託財產。宗馥莉方面則否認帳戶為信託用途，稱該筆資金實為拓展東南亞市場的營運儲備金。宗氏三兄妹所提訴訟導火索，來自一筆在2024年5月自帳戶中劃出的108.5萬美元資金，原告聲稱其為宗馥莉指示轉出，涉嫌違反信託安排。
根據英屬維京群島金融服務委員會資料，Jian Hao Ventures Limited唯一董事為宗馥莉，其任職資料最後存檔日期為2024年3月7日。Jian Hao Ventures Limited亦被法院視為與宗馥莉密切相關的資產持有機構。
除信託基金外，宗氏三兄妹亦於中國大陸提出訴訟，於杭州中級人民法院起訴宗馥莉（案號（2025）浙01民初123號），要求確認其對宗慶後所持有的娃哈哈集團29.4%股權擁有繼承權。香港高等法院亦命令宗馥莉於七日內履行4項資訊披露義務，包括：提供帳戶最新餘額、說明資產轉移情況、解釋一筆於2024年5月31日前轉出的108.5萬美元的處理詳情，以及提供該帳戶資金流動紀錄。該禁制令係依據香港《高等法院條例》（第4章）第21M條發出，屬於「在沒有實質法律程序進行的情況下的臨時濟助」，目的在於配合杭州中級人民法院原告對宗馥莉與Jian Hao Ventures Limited提起的相關訴訟。
宗馥莉方面則主張，其父宗慶後生前已立下遺囑，明確由她作為唯一繼承人。根據宗馥莉出示的一份2020年遺囑，其中載明「所有境外資產由獨女繼承，其他子女不得主張權利」。然而，該份遺囑的見證人全為娃哈哈集團內部高層，未見任何家族成員簽署，原告律師據此質疑其程序正當性。此外，原告律師亦提交一份2018年經公證的《非婚生子女權益確認書》，其中載有宗慶後親筆聲明，確認宗氏三兄妹與宗馥莉享有「同等繼承權」。其表示，宗慶後在生命晚期多次於非公開場合表達對宗氏三兄妹血緣關係的認可，並曾向身邊人士明確表示，將會妥善照顧三人利益，不會讓他們在家族財產分配上處於不利位置。
根據《封面新聞》報道，原告方向杭州中級人民法院提交宗繼昌的1989年出生證明，作為血緣關係的初步佐證，同時亦提出申請，要求法院調取宗慶後於2023年在浙江大學醫學院附屬第一醫院就診期間所留下的血液樣本，用以進行DNA鑑定，以進一步確認雙方的生物學父子關係。杭州市上城區財政局工作人員證實，當地已成立專項工作組介入處理娃哈哈事件。8月1日，香港高等法院向宗馥莉發出禁令，凍結其在香港滙豐銀行帳戶內的18億美元資產。

## 反應
娃哈哈集團表示事件為宗氏家族內部事務，強調其與公司日常營運無關，並拒絕提供任何官方回應。宗馥莉本人截至目前也未公開表態。
宗慶後之弟宗澤後評論事件稱：「本來就與她們兩方沒什麼聯繫，好壞跟我也沒什麼關係，作為老娃哈哈人看她們在糟蹋這塊牌子，忍不住說了幾句，結果給大家添了紛擾，到此為止。」

## 評論與分析
《香港01》評論指，宗慶後生前所營造的樸素形象在此次遺產糾紛中，在多段婚姻和多名非婚生子女的披露下瞬間崩塌。評論稱，宗慶後「光環散盡，塌房是小事，現在是連墳都被網民噴塌了」。
中國經濟學者盤和林指出，過去娃哈哈在市場上長期依賴宗慶後塑造的「愛國且節儉的企業家」形象作為品牌競爭力的一部分，但在其去世後，這一象徵性資產已難以為企業帶來原有影響力。他認為，娃哈哈多年來以「家文化」與民族品牌定位作為核心標籤，如今家族矛盾公開化，與先前形象產生強烈反差，對品牌的情感連結構成損傷。
食品產業觀察人士朱丹蓬亦表示，這場涉及遺產與繼承的輿論風波對娃哈哈未來發展造成壓力，可能進一步影響其銷售表現及整體業務規劃。他指出，社會對大型民營企業普遍抱有更高治理期望，若出現家族內部衝突，外界可能視為公司管理不善，進而影響其社會形象與消費者對品牌的信任度。
《大公報》評論指出，宗慶後家族爭產事件猶如一面稜鏡，清晰映照出中國家族企業在代際交接過程中，當創辦人的私人情感糾葛與企業財產的公共屬性交織之時，如何妥善處理非婚生子女的財產繼承問題，以避免其由單純的「家務事」演變為嚴重的「企業風險」。該報稱事件不僅揭露中國民營企業在「家族式治理」背後潛藏的制度脆弱性，也提醒業界必須正視從「人治」邁向「法治」的必要性與緊迫性。